# 让-佩兰广场

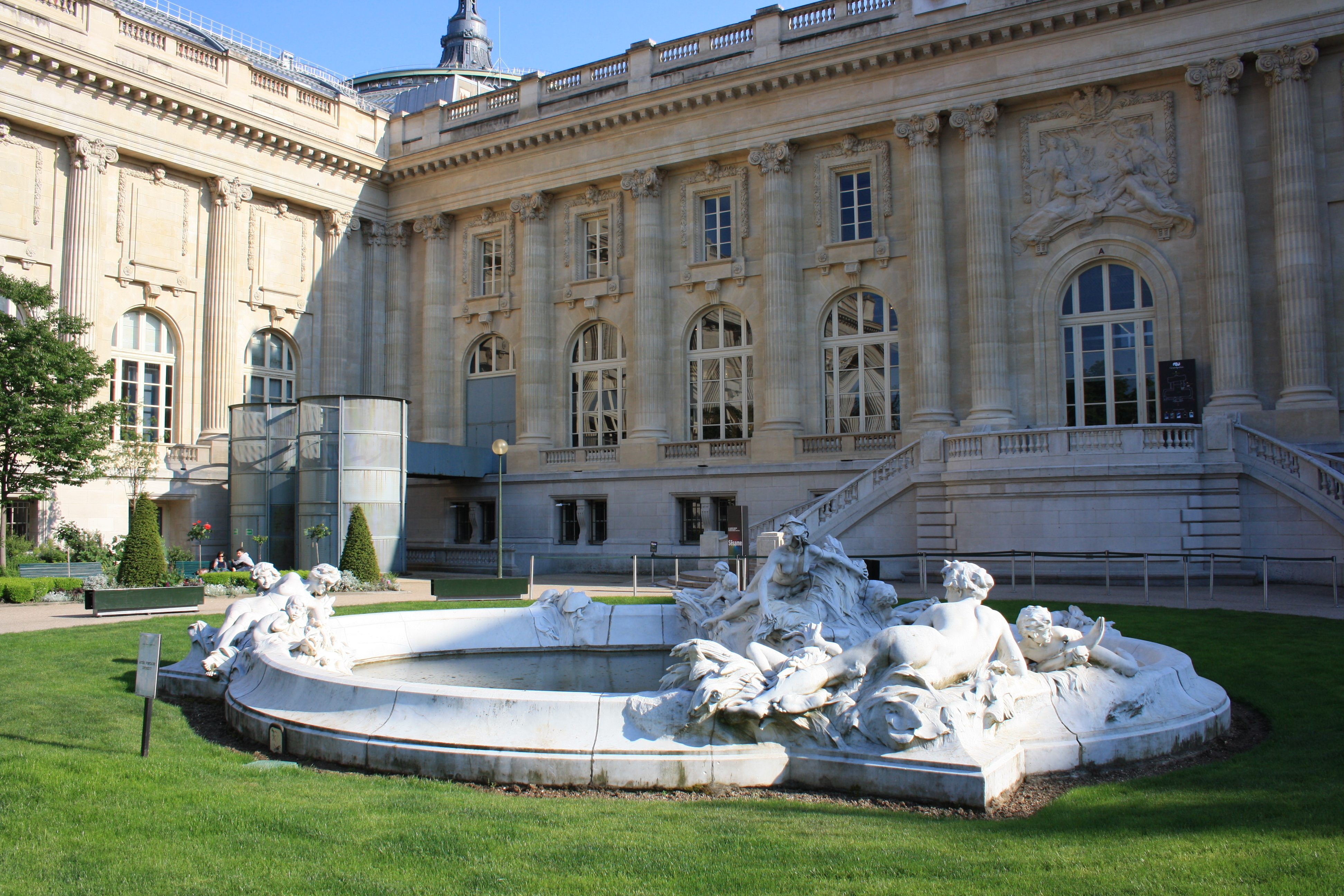
水之镜、塞纳河及其支流喷泉，
弗朗索瓦-拉乌尔·拉什的作品。

让-佩兰广场（法語：Square Jean-Perrin）是位于巴黎第八区，大皇宫的北立面的一个广场。该广场是为了纪念1926年诺贝尔物理学奖获得者的化学家兼政治家让-佩兰（1870-1942）而建立。